# Gemini 8
Gemini 8 (oficialmente llamado Gemini VIII) fue una misión espacial que tuvo lugar en 1966, en el marco del programa Gemini de la NASA. Fue el 6.º vuelo de dicho programa, el 14.º vuelo estadounidense y el 22º vuelo espacial (incluidos los vuelos del X-15 por encima de los 100 km).

## Tripulación
- Neil Armstrong, Piloto comandante
- David Scott, Piloto

### Tripulación de reserva
- Charles Conrad, Jr., Piloto comandante
- Richard F. Gordon, Jr., Piloto

## Objetivos
Gemini 8 tenía dos objetivos principales:
1. Lograr un encuentro en órbita con acoplamiento.
2. Lograr una actividad extravehicular de larga duración. Durante la misión Gemini 4, Ed White había pasado 20 minutos fuera de la nave.

El primer objetivo principal fue logrado por el comandante Neil Armstrong, quien pilotó el Gemini 8 hasta introducirse 90 centímetros en el vehículo objetivo Agena, lanzado anteriormente. Se consiguió así el primer acoplamiento orbital de la Historia. El segundo objetivo estaba encomendado al piloto David Scott, quien debía pasar hasta dos horas fuera de la nave espacial, pero acontecimientos posteriores cancelaron el paseo espacial planificado.

## Vuelo

### Agena
Cinco meses después de que la NASA tratara de acoplar un Agena y Gemini durante la misión Gemini 6, en octubre de 1965, todo funcionó perfectamente. El Agena se colocó en una órbita circular de 298 km y se orientó a la actitud correcta para el acoplamiento. La cápsula Gemini fue puesta en una órbita de 160 km de perigeo y 272 km de apogeo, por medio de un lanzador Titan II modificado.

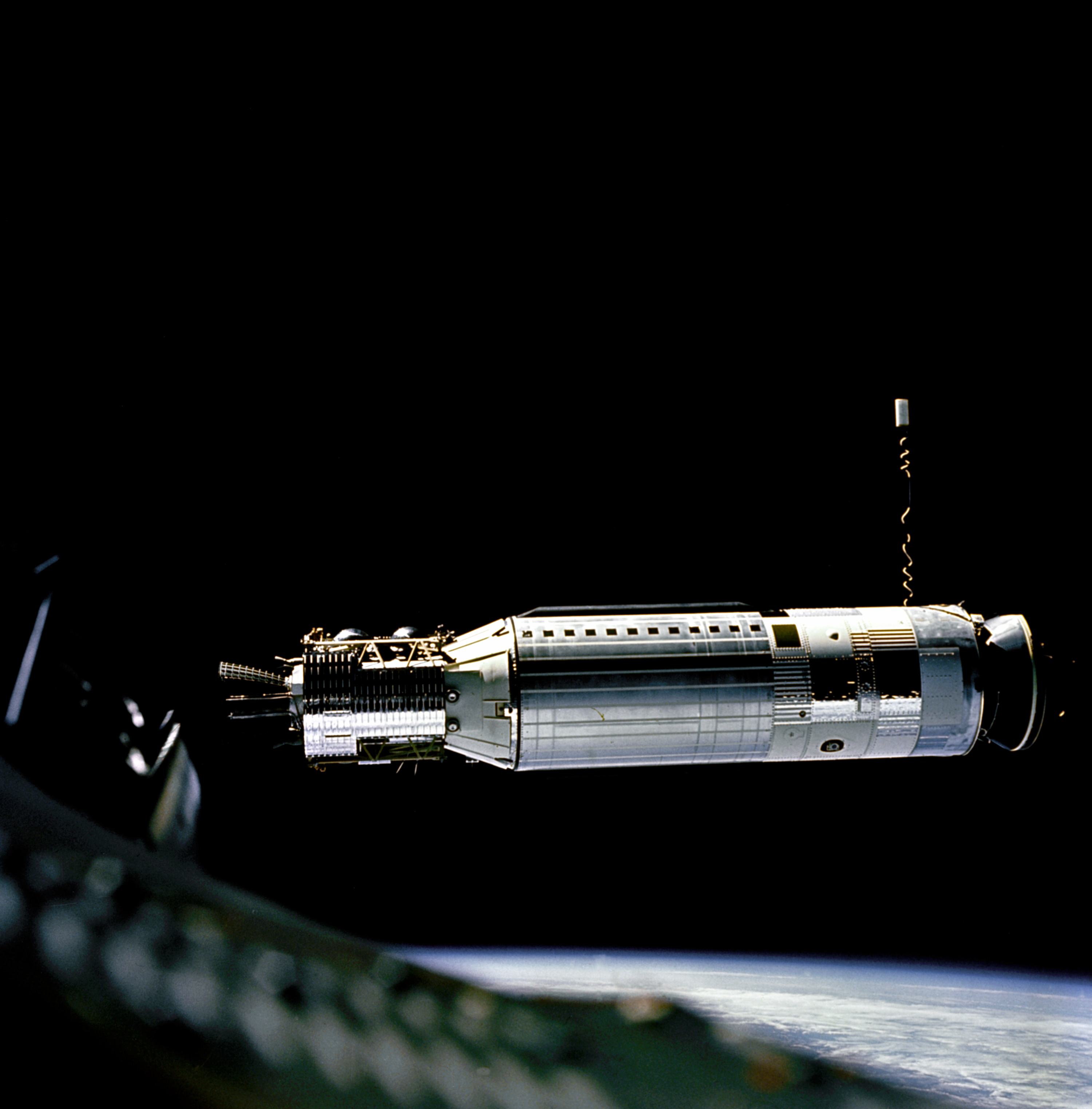
Vista del Agena desde el Gemini 8.

|                      | Información del Agena de Gemini 8 |
| -------------------- | --------------------------------- |
| Agena                | GATV-5003                         |
| NSSDC ID             | 1966-019A                         |
| Peso                 | 3175 kg                           |
| Sitio de lanzamiento | LC-14                             |
| Fecha de lanzamiento | 16 de marzo de 1966               |
| Hora de lanzamiento  | 15:00:03 UTC                      |
| Primer perigeo       | 299,1 km                          |
| Primer apogeo        | 299,7 km                          |
| Periodo              | 90,47 m                           |
| Inclinación          | 28,86 grados                      |
| Reentrada            | 15 de septiembre de 1967          |

### Encuentro en órbita y acoplamiento
Primero se realizó un encendido de motores a 1 hora y 34 minutos en la misión, cuando bajaron su apogeo con un encendido de motores de 5 segundos. El segundo encendido fue en el apogeo de la segunda órbita. Esta vez elevaron su perigeo añadiendo 15 metros por segundo a su velocidad. El tercer encendido aseguró que estaban en el mismo plano orbital que el Agena. Esta vez giraron 90° de su dirección de avance e hicieron un impulso de 8 metros por segundo mientras estaban sobre el Océano Pacífico. Entonces tuvieron que hacer un último encendido de 0,8 m/s.
El radar de encuentro detectó el vehículo objetivo Agena a una distancia de 332 km. A las 3 horas, 48 minutos y 10 segundos en la misión se realizó un encendido para entrar en una órbita circular a 28 km por debajo de la órbita del Agena. El primer avistamiento tuvo lugar  a 141 km de distancia; a 102 km el ordenador de a bordo tomó el control.
Después de varias maniobras estuvieron a 46 m de distancia y sin velocidad relativa. Después de 30 minutos de inspección visual del Agena para asegurarse de que no había sido dañado por el lanzamiento, se les dio el visto bueno para el acoplamiento. Armstrong empezó a moverse hacia el Agena a 8 centímetros por segundo. En cuestión de minutos, los pestillos de conexión del Agena se cerraron y una luz verde indicó que el acoplamiento se había completado con éxito.

### Emergencia
Había un poco de sospecha sobre cómo estaba funcionando el sistema de control de actitud del Agena y que podría no tener el programa correcto almacenado en él (posteriormente se encontró que esa sospecha era incorrecta). Justo antes de que perdieran contacto con el control, la tripulación del Gemini 8 fue informada de que si algo extraño llegara a suceder, apagaran el Agena.
Después de que el Agena comenzó la ejecución de su programa almacenado, que maniobró las naves unidas girándolas 90° a la derecha, Scott se dio cuenta de que estaban en un giro. Armstrong utilizó los propulsores OAMS del Gemini para detener el giro, pero después de detenerse, de inmediato comenzó de nuevo. Gemini 8 estaba fuera del alcance de las comunicaciones terrestres en este momento.
Armstrong informó de que el combustible del sistema OAMS se había reducido al 30%, lo que indica que el problema podría ser en su propia nave espacial. Decidieron desacoplarse del Agena para que pudieran analizar la situación. Scott cambió el control del Agena a comando de tierra, mientras que Armstrong luchaba por estabilizar el vehículo combinado lo suficiente para permitir el desacoplamiento. Scott después pulsó el botón de desacoplamiento, y Armstrong disparó una larga ráfaga de los propulsores de traslación para alejarse del Agena.
Sin la masa añadida del Agena, la velocidad de giro de la Gemini comenzó a acelerar rápidamente. Poco después de esto, se encontraron en el rango del buque de comunicaciones terrestres Coastal Sentry Quebec. Por ahora la velocidad de giro había llegado a una revolución por segundo, causando que los astronautas tuvieran visión borrosa, y poniéndolos en peligro de pérdida de conocimiento. Armstrong decidió cerrar el sistema OAMS y utilizó los propulsores del sistema de control de reentrada (RCS) para detener el giro. Después de estabilizar la nave espacial, probaron cada propulsor OAMS uno por uno y se encontró que el número 8 se había quedado encendido. Casi el 75 por ciento del combustible de maniobra de reentrada se había utilizado para detener el giro, y las reglas de la misión dictaban que el vuelo se cancelaría una vez que el RCS fuera utilizado por cualquier motivo. Gemini 8 se preparó inmediatamente para un aterrizaje de emergencia.

### Amerizaje
Se decidió dejar que la nave continuara una órbita más para que pudiera amerizar en un lugar que podría ser alcanzado por las fuerzas de recuperación. El plan original era que Gemini 8 aterrizaría en el Atlántico, pero esto era para tres días después. Así el USS Leonard F. Mason comenzó su viaje hacia el nuevo lugar de aterrizaje de 800 kilómetros al este de Okinawa y 1000 kilómetros al sur de Yokosuka, Japón.
La mayor parte de la reentrada se produjo sobre Asia, más allá de las estaciones de seguimiento de la NASA.
Los aviones también fueron enviados y un piloto (Capitán Les Schneider, USAF), logró ver la nave espacial a medida que descendía. Tres rescatistas saltaron del helicóptero y adjuntaron el collar de flotación a la cápsula. Tres horas después del amerizaje, la nave espacial estaba a bordo del USS Leonard F. Mason.

## Incidente con el propulsor: causa y consecuencias
No se halló una razón para el fallo del propulsor. La causa más probable fue un cortocircuito, probablemente debido a una descarga de electricidad estática. La energía todavía fluía al propulsor, incluso cuando este estaba apagado. Para prevenir que se repitiese este problema, los diseños de la nave espacial fueron modificado para que cada propulsor tuviera un circuito aislado.
El administrador adjunto de la NASA, Dr. Robert Seamans, se encontraba en una comida de celebración patrocinada por el Goddard Space Flight Center, en la cual el vicepresidente Hubert Humphrey era el orador invitado, cuando sucedió el incidente. El incidente inspiró a Seamans a revisar los procedimientos de investigación de la NASA, diseñados a partir de los de accidentes militares, y el 14 de abril de 1966, a formalizar un nuevo procedimiento en el Management Instruction 8621.1, Mission Failure Investigation Policy And Procedures. Esto le dio al administrador adjunto la posibilidad de llevar a cabo investigaciones independientes sobre fallos graves, más allá de las investigaciones llevadas a cabo formalmente por el personal responsable. En sus declaraciones: "Es una politica de la NASA investigar y documentar las causas de todos los fallos graves de las misiones que suceden en la realización de las actividades aeronáuticas y del espacio, y de llevar a cabo correcciones como resultado de las conclusiones y recomendaciones." Seamans invocó el nuevo procedimiento inmediatamente después del fatal incendio del Apolo 1 el 27 de enero de 1967. También invocó el proceso tras el fallo crítico durante el vuelo, que sucedió en el Apolo 13 en abril de 1970.
McDonnell Aircraft Corporation, el principal contratista de la nave Gemini, también cambió sus procesos. Previo al accidente, los principales ingenieros de McDonnell estaban en Cabo Kennedy Air Force Station para el lanzamiento, y entonces volaban al Control de la Misión en Houston, Texas para el resto de la misión. El problema sucedió mientras ellos estaban en ruta, lo que decidió que en adelante los ingenieros de McDonnell se quedasen en Houston durante toda la misión.